# ロス・バーン
ロス・バーン（Ross Byrne、1995年4月8日 - ）は、ユナイテッド・ラグビー・チャンピオンシップ、レンスターに所属するラグビー選手。

## プロフィール
- アイルランド・ダブリン出身[1]。
- ポジションはスタンドオフ(SO)。
- 身長 191cm、体重 92kg
- 弟のハリーもラグビー選手[2]。
- U20アイルランド代表に選ばれたことがある[3]。
- アイルランド代表キャップは22（2024年2月現在）でラグビーワールドカップ2023のアイルランド代表に選ばれた[4]。

## 略歴
2015年、レンスターに加入。 